# Kővágótöttös, Baranya
Kővágótöttös este un sat în districtul Pécs, județul Baranya, Ungaria, având o populație de 351 de locuitori (2011). 

## Demografie
Componența etnică a satului Kővágótöttös
     Maghiari (75,66%)
     Romi (17,83%)
     Germani (3,61%)
     Necunoscut (1,93%)
     Croați (0,96%)
     Alții (1,93%)
Componența confesională a satului Kővágótöttös
     Romano-catolici (47,86%)
     Fără religie (17,38%)
     Reformați (3,13%)
     Atei (1,71%)
     Necunoscută (29,06%)
     Greco-catolici (0,85%)
     Alte religii (0,85%)
Conform recensământului din 2011, satul Kővágótöttös avea 351 de locuitori. Din punct de vedere etnic, majoritatea locuitorilor (75,66%) erau maghiari, existând și minorități de romi (17,83%), germani (3,61%) și croați (0,96%). Apartenența etnică nu este cunoscută în cazul a 1,93% din locuitori. Nu există o religie majoritară, locuitorii fiind romano-catolici (47,86%), persoane fără religie (17,38%), reformați (3,13%) și atei (1,71%). Pentru 29,06% din locuitori nu este cunoscută apartenența confesională.